# Otto Lüdecke (Fußballspieler)
Otto Lüdecke (* 28. Januar 1909 in Hamburg; † 18. März 1990 ebenda) war ein deutscher Fußballspieler und -trainer. Der Mittelfeld- und Abwehrspieler hat mit seinem Heimatverein Eimsbütteler TV in der Gauliga Nordmark in den Jahren 1934, 1935, 1936 und 1940 die Meisterschaft gewonnen und mit dem ETV in den nachfolgenden Endrunden um die deutsche Fußballmeisterschaft 24 Spiele (1 Tor) absolviert. Als Kriegsgastspieler gewann er 1940/41 mit dem LSV Stettin die Gaumeisterschaft in Pommern und trat mit Stettin in weiteren vier Endrundenspielen an.

## Spielerkarriere

### Vereine
Lüdecke spielte von 1929 bis 1949 für die erste Mannschaft des ETV, u. a. in der Gauliga Nordmark, unterbrochen durch eine Zeit als Gastspieler in der Gauliga Pommern, zwei von zunächst 16, später auf 23 aufgestockten Gauligen zur Zeit des Nationalsozialismus als einheitlich höchste Spielklasse im Deutschen Reich. Von 1940 bis 1943 war er Gast beim LSV Stettin. Von 1934 bis 1936 feierte der spätere Lehrer drei Meisterschaften in Folge in der Gauliga Nordmark und 1938 und 1939 jeweils die Vizemeisterschaft. Er gehörte der ETV-Elf als Mittelläufer an, die am 2. Dezember 1934 einen 8:3-Erfolg gegen den Hamburger SV erzielen konnte und laut dem Magazin „Fußball“ dabei „die Ränge vor Begeisterung rasten.“
Das erste seiner 24 Endrundenspiele für Eimsbüttel bestritt der zwei Jahrzehnte zuverlässige Akteur am 6. April 1934 auf dem Victoria-Platz bei einem 5:1-Erfolg gegen den VfL Benrath. Er dirigierte dabei als Mittelläufer die Abwehr und hatte es insbesondere mit dem Benrather Nationalstürmer Karl Hohmann zu tun gehabt. Erfolgreich schnitt Lüdecke mit dem ETV in den Endrunden nicht ab, aber gegen den deutschen Meister der Jahre 1934 und 1935, den FC Schalke 04, gelang jeweils ein Heimerfolg. Am 29. April drehte die Mannschaft um Lüdecke einen 0:2-Halbzeitrückstand zu einem 3:2-Sieg und auch am 26. Mai 1935 setzte sich der Nordmeister mit einem 2:1 auf dem Victoria-Platz gegen die „Knappen-Elf“ aus Schalke durch.
Durch einen Meisterschaftsgewinn mit 35:1 Punkten gelang in der Serie 1947/48 in der Alster-Staffel und den nachfolgenden Aufstiegsspielen gegen Bremerhaven 93, Göttingen 05, Itzehoer SV, Altona 93 und Teutonia Uelzen der Einzug in die erstklassige Fußball-Oberliga Nord. In der Saison 1948/49 absolvierte er 16 Spiele in Folge, ehe ihn eine Operation zur Aufgabe zwang. Der Senior war auch beim 2:1-Erfolg am 26. September 1948 gegen den Hamburger SV im Einsatz gewesen.
1949 wechselte er beim Eimsbütteler TV auf den Trainerstuhl und wirkte gegen Saisonende noch zweimal selbst mit.

### Auswahlmannschaft
Lüdecke wurde jeweils in die Gauauswahlmannschaft Nordmark und Pommern berufen, zum Nationalspieler reicht es jedoch nicht.
Die erste Berufung in die Gauauswahl Nordmark erhielt er im Wettbewerb um den Bundespokal 1935. Am 3. Februar 1935 lief er als Mittelläufer in Hamburg beim Spiel gegen die Auswahl von Sachsen auf. Beim 4:2-Erfolg spielte er an der Seite seiner ETV-Vereinskollegen Karl Böhlke, Erwin Stührk, Hans Rohde, Wilhelm Ahlers, Otto Rohwedder und Herbert Panse. Mit der Gauauswahl Nordmark gewann er 1937/38 nach Erfolgen gegen die Gauauswahlmannschaften Pommern und Niederrhein, im Halbfinale gegen die Gauauswahlmannschaft Baden und im Endspiel gegen die Gauauswahlmannschaft Südwest am 6. März 1938 in Erfurt mit 3:1 Toren den Reichsbundpokal. Zu der siegreichen Mannschaft gehörten neben Otto Lüdecke die HSV-Spieler Walter Warning, Richard Dörfel, Erwin Reinhardt, Werner Höffmann, Rudolf Noack und Gustav Carstens sowie die Eimsbütteler Hans Rohde, Wilhelm Ahlers und Herbert Panse und der noch beim SC Victoria Hamburg spielende Erwin Seeler.
Er nahm auch mit der Nordmark-Auswahl am deutschen Turn- und Sportfest 1938 in Breslau teil und stand auch am 3. Dezember 1939 in Hamburg in der Verteidigung bei einer 3:6-Niederlage gegen Sachsen. Als Gastspieler von Stettin nahm er 1940/41 und 1941/42 am Reichsbundpokal für Pommern bei den Spielen gegen Mitteldeutschland und Sachsen teil. Insgesamt wird er mit 10 Gau-Auswahl-Wettbewerbsspielen in der Statistik geführt.

### Stationen
- 1929 bis 1940: Eimsbütteler TV
- 1940 bis 1943: LSV Stettin
- 1943 bis 1945: nicht bei Eintracht Braunschweig (der dort hieß Lüddecke)
- 1945 bis 1950: Eimsbütteler TV (1949/50 als Trainer)

### Erfolge
- Reichsbundpokal-Sieger 1938

## Trainerkarriere
Für mehrere Spielzeiten (ab 1950 über 1951/52 und 1953/54) trainierte er den SC Victoria Hamburg. 1956 übernahm er diese Mannschaft erneut.

### Stationen
- 1950 bis 1954: SC Victoria Hamburg (Trainer)
- ab 1956: SC Victoria Hamburg (Trainer)

## Sonstiges
Lüdecke war von Beruf Lehrer. Im Alter von 81 Jahren verstarb er in seiner Geburtsstadt und wurde auf dem dortigen Friedhof Ohlsdorf neben seiner Frau Gretel, geb. Turowski (1911–1979), beigesetzt. Die Grabstätte liegt im Planquadrat W 15, nordwestlich von Kapelle 2.
Walter Jens, als Junge ein Anhänger des ETV, verfasste den Artikel Vorbei die Eimsbütteler Tage und hat darin seine Erinnerungen an die ETV-Glanzzeit in Worte gefasst:

„Otto Lüdecke, der die Ehre hatte, in einer sogenannten Akademiker-Mannschaft spielen zu dürfen – einmal sogar gegen den eigenen Verein: Das ist doch Otto, sagte Schindowski zu Kleikamp, als der, irritiert durch den fremden Dreß, seinen Freund und Nebenspieler in die Zange nahm.“